# マルクス・アントニウス・パッラス
マルクス・アントニウス・パッラス（Marcus Antonius Pallas, 1年- 63年）は、ローマ皇帝クラウディウスに仕えた解放奴隷。クラウディウス帝の在位期に帝国業務を取り仕切る、いわば官僚としての役割を担った。

## 生涯

### 奴隷時代
もともと彼は小アントニア（マルクス・アントニウスとアウグストゥスの姉小オクタウィアの娘）の奴隷であった。フラウィウス・ヨセフスによると、ティベリウス帝にセイヤヌスがドルーススを殺害したと証言した奴隷というのは彼であったという。パッラスが31から37歳の時に解放され、以後彼女の名を氏族名（ノーメン）として名乗ることとなった。そして長年の奉仕に報いられて帝室の領地だったエジプト領の不動産を所有するようになる。アントニアが37年に死ぬと、ローマの伝統に従って息子クラウディウス（のちのローマ皇帝クラウディウス）のクリエンテスとしての関係を引き継いだ。

### ローマ帝国の官僚へ
その後、パッラスは解放奴隷としては異例の地位まで上り詰める。
当時ローマ皇帝の業務はもはや一人の人間では背負えないほど膨大になっており、思い掛けない形で帝位に上がることとなったクラウディウス帝はローマのエリートたる元老院議員とうまく連帯することができなかった。またいきなり皇帝に推挙され、ローマの上流階級として公職の経歴をまともに積んではいない彼には、膨大な帝国統治の業務をこなすには解放奴隷である彼に頼るしか手はなかった。こうしてパッラスはクラウディウス帝に重用され、大プリニウスによれば、それにより彼は莫大な財産を築いたという。しかしながらこれは彼本来の才によるものであり、後世の歴史家も認めているように、帝国の金庫からの横領によるものではなかった。

### アグリッピーナ擁立
皇妃メッサリナが死を賜った後、クラウディウス帝の新しい皇妃としてパッラスは小アグリッピナを擁立する。タキトゥスによればローマ皇帝の血統であるユリウスとクラウディウスの血統を再び融合させるのが理由だったらしい。他のローマ時代の歴史家はアグリッピーナと愛人関係にあったから彼女を擁立したと言っているが、この説は現在の歴史家たちには否定されている。彼らの関係はあくまでも政治的なつながりであったという説が現在では主流である。

### 没落
クラウディウス帝が没し、ネロが帝位に就くとパッラスは以前のように国庫管理の役に留任する。一説によれば、彼は保身のためにアグリッピーナによるクラウディウス帝の暗殺に加担したと言われている。しかしながら彼の保身は長く続かず、ネロ帝により自分の帝位を脅かし、ファウストゥス・スッラ（前帝の娘クラウディア・アントニアの夫）の擁立を企てたと告発される。この時ネロ帝と親しかったセネカが弁護に立ち、なんとか罪は免れた。しかしながらネロの勘気は解けず、63年に死罪となった。
クラウディウス帝からクリエンテス関係を引き継いだネロ帝が彼の膨大な財産を欲したからと言われている。